# NGC 725
NGC 725 ist eine Spiralgalaxie vom Hubble-Typ Sc im Sternbild Walfisch südlich der Ekliptik. Sie ist schätzungsweise 464 Millionen Lichtjahre von der Milchstraße entfernt und hat einen Durchmesser von etwa 110.000 Lj.

Im selben Himmelsareal befinden sich u. a. die Galaxien NGC 734, NGC 756, IC 1741, IC 1745.
Das Objekt wurde am 9. November 1885 von dem US-amerikanischen Astronomen Francis Preserved Leavenworth entdeckt.